# Бережанська сільська рада (Чемеровецький район)
Бережа́нська сільська́ ра́да — колишня адміністративно-територіальна одиниця та орган місцевого самоврядування в Чемеровецькому районі Хмельницької області. Адміністративний центр — село Бережанка.

## Загальні відомості
Бережанська сільська рада утворена в 1989 році.
- Територія ради: 2,771 км²
- Населення ради: 1 188 осіб (станом на 2001 рік)
- Територією ради протікає річка Жванчик

## Населені пункти
Сільській раді були підпорядковані населені пункти:
- с. Бережанка

## Склад ради
Рада складалася з 16 депутатів та голови.
- Голова ради: Пекарчук Анатолій Олександрович
- Секретар ради: Харкава Марія Іванівна

### Керівний склад попередніх скликань
| Прізвище, ім'я, по батькові     | Основні відомості                                                                       | Дата обрання | Дата звільнення |
| ------------------------------- | --------------------------------------------------------------------------------------- | ------------ | --------------- |
| Пекарчук Анатолій Олександрович | Сільський голова, 1963 року народження, освіта вища, член Соціалістичної партії України | 26.03.2006   | 31.10.2010      |
| Пекарчук Анатолій Олександрович | Сільський голова, 1963 року народження, освіта вища, безпартійний                       | 31.10.2010   |                 |

Примітка: таблиця складена за даними сайту Верховної Ради України

### Депутати
За результатами місцевих виборів 2010 року депутатами ради стали:

#### За суб'єктами висування
| Суб'єкт висування | Кількість обраних депутатів | %   |
| ----------------- | --------------------------- | --- |
| Самовисування     | 16                          | 100 |

#### За округами
| № округу | Прізвище, ім'я, по батькові       | Дата визнання обраним | Освіта             | Партійна приналежність                  | Відомості про обраного депутата                                                      |
| -------- | --------------------------------- | --------------------- | ------------------ | --------------------------------------- | ------------------------------------------------------------------------------------ |
| 1        | Харкава Марія Іванівна            | 02.11.2010            | середня спеціальна | позапартійна                            | Бережанська сільська рада, секретар                                                  |
| 2        | Боггдан Валентина Іванівна        | 02.11.2010            | середня спеціальна | позапартійна                            | Бережанський фельшерсько-акушерський пункт, санітарка                                |
| 3        | Батюк Олег Богданович             | 02.11.2010            | вища               | член Єдиного Центру                     | приватний підприємець                                                                |
| 4        | Руденька Ольга Дмитрівна          | 02.11.2010            | вища               | позапартійна                            | Чемеровецька районна лікарня, медичний статист                                       |
| 5        | Медведєва Сніжана Леонідівна      | 02.11.2010            | вища               | позапартійна                            | ТОВ АвтоАгротехсервіс" ,головний бухгалтер                                           |
| 6        | Масловська Світлана Володимирівна | 02.11.2010            | середня спеціальна | позапартійна                            | Гастроентерологічне відділення Чемеровецької районної лікарні, старша медична сестра |
| 7        | Шатковська Олена Анатоліївна      | 02.11.2010            | середня спеціальна | позапартійна                            | Бережанська загальноосвітня школа І-ІІ ст., технічний працівник                      |
| 8        | Репінецька Лариса Василівна       | 02.11.2010            | середня спеціальна | позапартійна                            | Бережанський дошкільний навчальний заклад, завідувач                                 |
| 9        | Гонта Валентина Олександрівна     | 02.11.2010            | середня спеціальна | позапартійна                            | Чемеровецька дитяча музична школа, секретар-вихователь                               |
| 10       | Дундяк Інна Миколаївна            | 02.11.2010            | середня спеціальна | позапартійна                            | тимчасово не працює                                                                  |
| 11       | Блонська Євгена Анатоліївна       | 02.11.2010            | середня спеціальна | позапартійна                            | Андріївське НВО І-ІІ ст., вихователь                                                 |
| 12       | Гадзіна Олег Петрович             | 02.11.2010            | вища               | позапартійний                           | Відділ освіти Чемеровецької райдержадміністрації, інженер по техніці безпеки         |
| 13       | Мандзій Валентина Михайлівна      | 02.11.2010            | середня спеціальна | позапартійна                            | Чемеровецька філія ПАТ «Хмельницькгаз», оператор ЕОМ                                 |
| 14       | Городиська Ірина Анатоліївна      | 02.11.2010            | середня спеціальна | позапартійна                            | Бержанський відділ зв'язку, листоноша                                                |
| 15       | Бойко Світлана Юріїва             | 02.11.2010            | середня спеціальна | позапартійна                            | приватний підприємець                                                                |
| 16       | Пахно Сергій Віталійович          | 02.11.2010            | вища               | член Політичної партії «Сильна Україна» | Відділ освіти Чемеровецької райдержадміністрації, головний інспектор                 |